# Еляна Нійоле Бучюте
Еляна Нійоле Бучюте (лит. Elena Nijolė Bučiūtė; 16 лютого 1930, Каунас — 12 березня 2010, Вільнюс) — литовська архітекторка, докторка гуманітарних наук, професорка, лауреатка Державної премії Литовської РСР (1980).

## Життя і кар'єра
Народилася 16 лютого 1930 в Каунасі.
У 1953 закінчила з відмінністю архітектурний факультет Вільнюського художнього інституту. Працювала архітекторкою, потім керівницею групи, головною архітекторкою проектів Інституту проектування міського будівництва «Литпроект» (1953—1976). У 1968 році Еляна Бучюте захистила дисертацію на здобуття вченого ступеня кандидата наук. З 1971 року викладала у Вільнюському інженерно-будівельному інституті (ВІСІ; з 1991 року Вільнюський технічний університет Гядімінаса), де з 1989 року була професоркою (до 2003 року ).
З 1994 керувала власною приватною творчою студією.
Спроектувала близько 50 будівель, переважно у Вільнюсі.

## Вибрані проекти

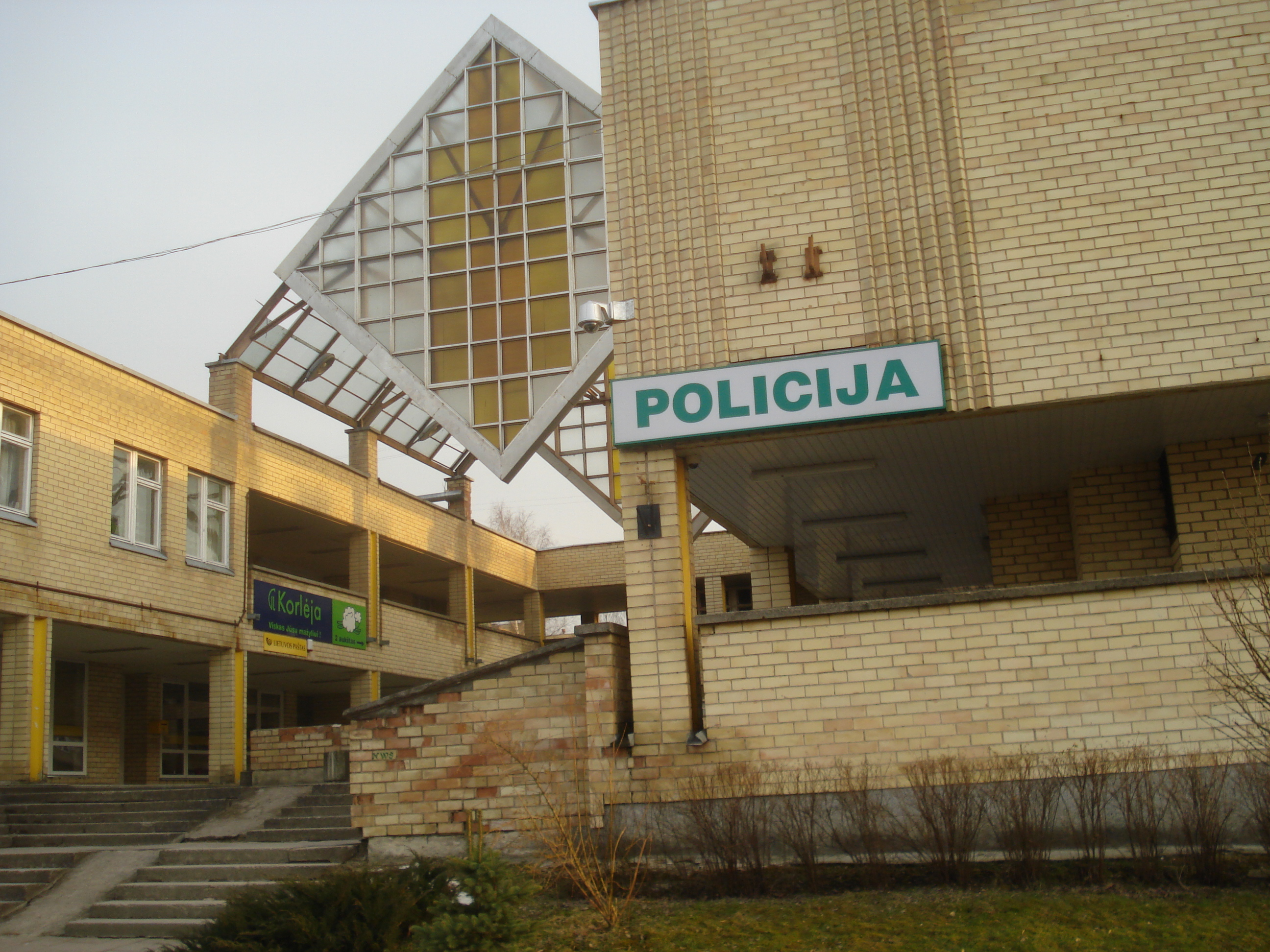
Комплекс підприємств побутового обслуговування, Вільнюс

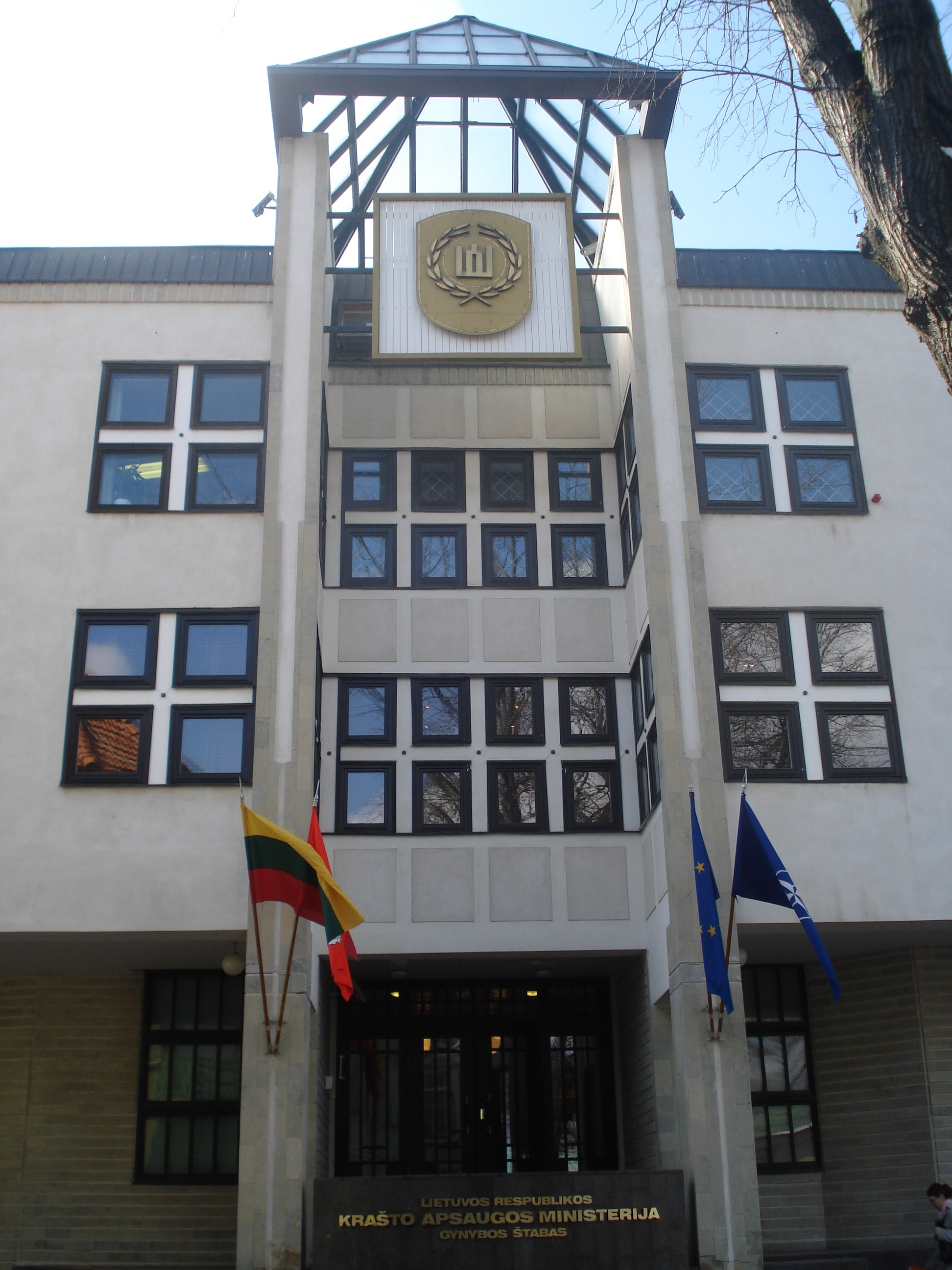
Будівля Штабу оборони Міністерства охорони краю, Вільнюс

- Будівля Міністерства сільського господарства і Республіканського проектного інституту землеустрою (Інституту проектування землекористування) на вул. А. Венуоле, Вільнюс (1967)
- Меблевий магазин-салон на вул. Міндауго, Вільнюс (1968) і його реконструкція для потреб магазину «MAXIMA» (2000)
- Будівля Держплану (пізніше Міністерства господарства) на пр. Гедиміна, Вільнюс (1973)
- Будівля Театру опери і балету, Вільнюс (1974)[3]
- Будівля комплексу підприємств побутового обслуговування в районі Naujoji Vilnia на вул. Геровес, 29, Вільнюс (1988)
- Будівля Штабу оборони Міністерства охорони краю на вул. Тоторю, Вільнюс (1998)

## Нагороди
- 1974 — Заслужена архітекторка Литовської РСР
- 1980 — Державна премія Литовської РСР
- 1989 — Народна архітекторка Литовської РСР